# NGC 880
NGC 880 ist eine aktive, Irreguläre Galaxie vom Hubble-Typ Irr mit ausgedehnten Sternentstehungsgebieten im Sternbild Walfisch südlich der Ekliptik. Sie ist schätzungsweise 557 Millionen Lichtjahre von der Milchstraße entfernt und hat einen Durchmesser von etwa 150.000 Lichtjahren.
Im selben Himmelsareal befinden sich unter anderem die Galaxien PGC 1059066, PGC 1060940, PGC 1061492, PGC 1062382.
Das Objekt wurde im Jahr 1886 von dem Astronomen Francis Leavenworth mithilfe eines 26-Zoll-Teleskops entdeckt.